# Синевцы
Синевцы (укр. Синівці) — село в Барсуковской сельской общине Кременецкого района Тернопольской области Украины. Основано в 1520 году.
До 2020 года входило в Лановецкий район.
Код КОАТУУ — 6123880603.

## Географическое положение
Село Синевцы находится на берегу реки Синявка,
на расстоянии в 1 км от села Великие Кусковцы.

## Население
Население по переписи 2001 года составляло 361 человек.

### Языковой состав
Родной язык населения по данным переписи 2001 года:
| Язык       | Численность, чел. | Доля     |
| ---------- | ----------------- | -------- |
| Украинский | 361               | 100,00 % |
| Итого      | 361               | 100,00 % |

## Объекты социальной сферы
- Школа I—II ст.
- Клуб.
- Фельдшерско-акушерский пункт.